# Cerynea pilipalpus
Cerynea pilipalpus är en fjärilsart som beskrevs av Gustaaf Hulstaert 1924. Cerynea pilipalpus ingår i släktet Cerynea och familjen nattflyn. Inga underarter finns listade i Catalogue of Life.